# Église Saint-Jean de Fribourg
Pour les articles homonymes, voir Église Saint-Jean.
L’église Saint-Jean est une église d'origine médiévale et transformée au  XVIIIe siècle située dans la ville suisse de Fribourg. Elle est étroitement liée à la commanderie voisine des Hospitaliers de l’Ordre de Saint-Jean de Jérusalem.

## Histoire
Le chœur et la nef sont consacrés en 1264 sous les vocables de la Vierge et de saint Jean-Baptiste. Le clocher, bâti en 1281, reçoit alors une cloche, conservée (l’une des plus anciennes du canton de Fribourg), et qui a été déposée en 1981. Peu avant 1385, le commandeur Guillaume Huser (1364-1385) fait établir au sud-est de la nef une chapelle à baldaquin à ses armes, puis on érige encore deux autres chapelles du même type vers la fin du XIVe siècle. L'ensemble, formant un ciborium de trois chapelles à baldaquin, évoque le soi-disant transept de l'église Saint-Jean du Collachium de Rhodes.
En 1478-1480, l’église reçoit de nouvelles baies sur le mur sud de la nef et le clocher est agrandi pour recevoir une nouvelle campane fondue par Henslin Follare.
En 1511, la chapelle Saint-Jean devient église paroissiale ; elle est augmentée d’une chapelle-ossuaire Sainte-Anne, consacrée en 1514 par l’évêque Aymon de Montfalcon. La même année, le commandeur Pierre d’Englisberg fait reconstruire le retable du maître-autel, puis encore, en 1520, les retables des autels latéraux. Le clocher est reconstruit en 1584. En 1712, un important chantier modifie les baies du chœur et de la nef, établit une nouvelle charpente sur le chœur avec la fausse voûte actuelle, un nouveau maître autel et de nouvelles orgues. Deux nouvelles cloches sont acquises en 1783.
En 1828, à la suite de la cession de la Commanderie de Saint-Jean à l’État de Fribourg, la cure et l’église Saint-Jean sont données au Chapitre de Saint-Nicolas. Agrandissement de la nef de l’église en 1885-1887 sur les plans de l’architecte Adolphe Fraisse, avec nouvelle façade et fausse voûte en stuc. Restauration générale en 1906-1909, puis à nouveau en 2009.

## Sources
1. ↑  « Eglise catholique Saint-Jean, Fribourg FR », sur Catalogue des orgues de Suisse (consulté le 5 août 2025).

- Patrimoine fribourgeois no 20 (Revue du Service des Biens culturels, Fribourg), septembre 2014. Numéro consacré à la Commanderie de Saint-Jean de Jérusalem à Fribourg, avec des articles de Peter Ziegler, François Guex, Gilles Bourgarel, Ivan Andrey, Chantal Camenisch, Aloys Lauper, Laurence Cesa, Lisa-Marie Wittler, Claude Castella, Raoul Andrey, Frédéric Arnaud et Yves Eigenmann, 140 p.

- Ivan Andrey, "Les statues du commandeur. Essai de reconstitution des retables gothiques de l’église Saint-Jean à Fribourg", dans : Paul Bissegger, Monique Fontannaz (éd.), Des pierres et des hommes. Matériaux pour une histoire de l’art monumental régional. Hommage à Marcel Grandjean (Bibliothèque historique vaudoise 109), Lausanne 1998, p. 191–216.

- Gilles Bourgarel, "Fribourg. Église de Saint-Jean", dans Cahiers d’archéologie fribourgeoise 5 (2003), p. 234.